# Pris au piège - Caught Stealing
Pour plus de détails, voir Fiche technique et Distribution.
Pris au piège - Caught Stealing ou Pris au piège au Québec (Caught Stealing) est un film américain réalisé par Darren Aronofsky et dont la sortie est prévue en 2025.

## Synopsis
Dans les années 1990, à New York, Hank Thompson, ancien joueur de baseball, est barman dans un bar miteux. Il fait la connaissance d'une jeune femme nommée Yvonne et commence à sortir avec elle. Le jeune va rapidement se retrouver embarqué dans le milieu criminel, à cause de son voisin punk, Russ. Une lutte acharnée pour sa survie est sur le point de commencer entre diverses bandes rivales.

## Fiche technique
Sauf indication contraire, les informations mentionnées dans cette section peuvent être confirmées par la base de données cinématographiques IMDb,  présente dans la section « Liens externes ».
- Titre original : Caught Stealing
- Titre français : Pris au piège - Caught Stealing
- Titre québécois : Pris au piège[1]
- Réalisation : Darren Aronofsky
- Scénario : Charlie Huston
- Musique : Idles
- Direction artistique : Laura Ballinger
- Décors : Mark Friedberg
- Costumes : Amy Westcott
- Montage : Andrew Weisblum
- Photographie : Matthew Libatique
- Production : Darren Aronofsky, Jeremy Dawson, Dylan Golden, Ari Handel et Ann Ruark
- Sociétés de production : Protozoa Pictures
- Sociétés de distribution : Sony Pictures Releasing (États-Unis), Sony Pictures Releasing France (France)[2]
- Pays de production :  États-Unis
- Langue originale : anglais
- Genre : thriller, policier, action
- Dates de sortie[3] : Dates sujettes à modification
  - France : 27 août 2025[2]
  - États-Unis : 29 août 2025[2]

## Distribution
- Austin Butler : Henry "Hank" Thompson
- Zoë Kravitz : Yvonne
- Regina King : Roman
- Matt Smith : Russ
- Liev Schreiber : Lipa
- Will Brill : Jason
- Bad Bunny : Colorado
- Griffin Dunne : Paul
- Vincent D'Onofrio : Schmully
- D'Pharaoh Woon-A-Tai : Dale
- Action Bronson
- George Abud : Duane
- Carol Kane
- Iouri Kolokolnikov

## Production

### Genèse et développement
En mars 2024, Darren Aronofsky dévoile que son prochain film sera un thriller policier intitulé Caught Stealing.

### Attribution des rôles
Dès l'annonce du projet, Austin Butler est choisi pour le rôle principal.
En août 2024, la distribution s'étoffe avec l'arrivée de Zoë Kravitz, Regina King, Matt Smith et Liev Schreiber. Le rappeur Bad Bunny les rejoint peu après.
En septembre 2024, c'est au tour de Vincent D'Onofrio et Griffin Dunne de rejoindre le film.

### Tournage
Le tournage débute en septembre 2024 et se déroule à New York,,.

## Sortie et accueil
Caught Stealing sortira dans les salles américaines le 29 août 2025